# Публий Магий
Публий Магий (Publius Magius) е политик на Римската република през началото на 1 век пр.н.е.
През 87 пр.н.е. той е народен трибун заедно с Марк Марий Грацидиан, Марк Вергилий, Секст Луцилий и Гай Милоний. Тази година консули са Луций Корнелий Цина и Гай Марий. На местото на умрелия Марий е избран за суфектконсул Луций Валерий Флак.
Цицерон го определя за добър оратор. Заедно с Луций Корнелий Цина и Марк Виргилий е в опозиция против Луций Корнелий Сула.